# Жак Пикар
Жак Пикар (на френски: Jacques Piccard) е швейцарски океанограф и инженер. Работи по разработването на подводници за изучаване на океанските течения. Той и Дон Уолш стават първите хора, изследвали най-дълбоката точка в земната кора – Марианската падина в Тихия океан.